# Сокол (потік)
Сокол (словац. Sokol) — річка; ліва притока Турця, протікає в окрузі Турчянські Теплиці.
Довжина приблизно 7,0—7,5 км. Витік знаходиться в масиві Ж'яр (геоморфологічна підодиниця Сокол; схил гори Чорний-дєл) — на висоті приблизно 670 метрів.
Протікає територією села Словенске Правно. Впадає в Турець на висоті приблизно 445-450 метрів.